# Mangán(III)-oxid
A mangán(III)-oxid a mangán 3 vegyértékű oxidja, képlete Mn2O3.
A mangán-dioxidhoz hasonlóan barna vagy fekete szilárd anyag,de kicsit gyengébb elektromos vezető.
Levegőn 800 °C-ig hevítve alfa-módosulata keletkezik,nagyobb hőmérséklet esetén Mn3O4-ra és oxigénre bomlik.
Alkálielemkebnen a mangán-dioxid cinkkel mangán(III)-oxidra redukálódik.
2 MnO2 + Zn → Mn2O3 + ZnO
Nanokristályai előállíthatók mangán(II)-karbonát oxidációjával.